# Андреев, Владимир Владимирович (военнослужащий)
Владимир Владимирович Андреев (6.10.1878, Санкт-Петербургская губерния — 16.4.1940, Шипка, Болгария) — русский полковник, чемпион России по фехтованию, профессор Военной Его Королевского Высочества школы (Болгария). Участник Олимпийских игр 1912 года.

## Происхождение
Из потомственных дворян, уроженец Санкт-Петербургской губернии, вероисповедания православного.
Был женат на девице Варваре Митрофановне Синициной, уроженке Воронежской губ., у них дочь Галина (род. 12.2.1905 г.).

## Биография
Воспитывался в Михайловском Воронежском кадетском корпусе. В службу вступил 31.8.1896 г. из кадет в Павловское военное училище юнкером рядового звания. Унтер-офицер с 3.10.1897 г., младший портупей юнкер с 23.4.1898 г., награждён знаком за отличную стрельбу 16.7.1898 г., старший портупей юнкер с 21.5.1898 г. По окончании курса училища 8.8.1898 г. по 1-му разряду произведен в подпоручики в 184-й пехотный резервный Варшавский полк со старшинством с 13.8.1897 г.; прибыл к полку 28.9.1898 г.
18.11.1898 г. прикомандирован для испытания по службе и перевода впоследствии к Лейб-гвардии Волынскому полку; 30.11.1898 г. зачислен в списки прикомандированных и назначен младшим офицером в 3-ю роту. 20.9.1899 г. переведен в Лейб-гвардии Волынский полк тем же чином со старшинством с 8.8.1898 г.
30.4.1901 г. на окончательном состязании в Варшавском военном фехтовально-гимнастическом зале получил 2-й приз за бой на саблях.
6.12.1902 г. произведен в поручики со старшинством с 8.8.1902 года.
30.4.1903 г. на состязании офицеров на призы в Варшавском военном фехтовально-гимнастическом зале получил 1-й приз за бой на саблях. 14.2.1904 г. командирован в С.-Петербургское Атлетическое общество на состязание, возвратился 20.2.1904 года.
30.5.1904 г. назначен офицером распорядителем Варшавского военного фехтовально-гимнастического зала.
6.12.1904 г. произведен в штабс-капитаны со старшинством с 8.8.1904 года.
8.2.1907 г. командирован в г. Гаагу на международный военный фехтовальный турнир и награждён 5 призом из 12 призов за бой на саблях «Серебряный кубок», возвратился 7.3.1907 года.
17.5.1907 г. на состязании офицеров Варшавского военного округа награждён первым призом за бой на рапирах. 1.6.1908 г. на окончательном состязании офицеров
Варшавского военного округа в фехтовальных боях награждён за бой на саблях I-м Императорским призом.
1.2.1910 г. командирован в Римскую Центральную фехтовальную школу на 3 1/2 месяца, возвратился 15.6.1910 года.
22.11.1910 г. назначен командующим 5-й ротой, принял роту 4.12.1910 г. 6.12.1910 г. произведен в капитаны со старшинством с 8.8.1910 года.
16.6.1912 г. командирован в г. Стокгольм на Олимпийские игры, возвратился 21.7.1912 г. В индивидуальных соревнованиях саблистов успешно преодолел стадии предварительных боёв и 1/4 финала, однако в полуфинале, по неизвестным причинам, на дорожку не вышел. И хотя спортсмены российской команды выступили в соревнованиях по плаванию, гимнастике, фехтованию неудачно, но «вскоре после завершения соревнований по фехтованию Шведский олимпийский комитет отметил капитана лейб-гвардии Волынского полка Андреева, наградив его „Merіt dіplom“ за яркие сабельные бои».
31.5.1913 г. на окончательном состязании Варшавского военного округа в фехтовальных боях награждён за бой на рапирах 1-м Императорским призом. 16.8.1913 г. командирован в г. Киев для участия в Первой Российской Олимпиаде, возвратился 28.8.1913 г.
16.11.1913 г. на состязательной стрельбе из винтовок офицеров Варшавского Гвардейского отряда выполнил условие на получение 1-го Императорского приза при сумме квадратов 114 и получил 250 рублей.
Участник Первой мировой войны. С 25.7.1914 г. в походах и делах против Австро-Венгрии и Германии, 28.9.1914 г. контужен в бою за переправу через р. Вислу у пос. Гура-Кальвария.
Участник Гражданской войны. Первопоходник. После окончания гражданской войны полковник Владимир Андреев прибыл в Болгарию и был назначен штатным преподавателем фехтования — фехтмейстером в военное училище в Софии (1920—1940).
В 1925 году полковник Андреев написал одно из первых болгарских руководств по фехтованию под названием «Краткий справочник фехтования итальянской школы». Оно начинается словами: «Я выражаю глубокую признательность моему ученику лейтенанту Д. Н. Бербенко за перевод этого руководства на болгарский язык. Давайте служить на благо родной армии».
Андреев, бывший чемпион по фехтованию в Российской Императорской Армии, также считается основателем спортивного фехтования в Болгарии, Болгарского фехтовального клуба (1926). В 1926 году по его инициативе был создан Болгарский спортивный союз фехтовальщиков. На протяжении нескольких лет Андреев тренировал Национальную сборную Болгарии по фехтованию. Он блестяще подготовил молодых болгарских фехтовальщиков, выступавших на Олимпиадах и бравших призы. Его ученик болгарин Василев стал чемпионом мира по мужской шпаге.
В 1940 г., уже будучи тяжелобольным, Владимир Владимирович Андреев переехал из Софии в приют для увечных воинов при Храме-Памятнике Шипка. Умер там ровно через месяц и был погребен на местном кладбище.

## Награды
- Орден Св. Станислава 3-й ст. (6.12.1907 г.),
- Орден Св. Анны 3-й ст. (6.12.1911 г.),
- Орден Св. Станислава 2-й ст. с мечами (12.12.1914 г.),
- Бельгийский орден Военного креста 1-го класса (10.5.1909 г.)
- Светло-бронзовая медаль в память 100-летия Отечественной войны 1812 года
- Светло-бронзовая медаль в память 300-летия царствования Дома Романовых.